# 上野和明
上野 和明（うえの かずあき、1943年または1944年 – ）は、日本の政治家。新進党、民主党所属。大阪府議会議員（4期）、大阪府議会副議長、吹田市議会議員、吹田市議会議長を歴任。旭日中綬章受章者。

## 来歴
- 広告代理店経営[3]、吹田市陸上競技連盟顧問、吹田市議会議員、同議長を経て1995年4月 大阪府議会議員選挙 吹田市選挙区 (定数4) に新進党公認で立候補。4位からわずか629票差で落選[4]。

1999年4月 大阪府議会議員選挙 吹田市選挙区 (定数4) に無所属で立候補し、3位初当選。
2003年4月 大阪府議会議員選挙 吹田市選挙区 (定数4) に民主党公認で立候補し、3位当選。
2007年4月 大阪府議会議員選挙 吹田市選挙区 (定数4) に民主党公認で立候補し、無投票当選(3選)。
2011年4月 大阪府議会議員選挙 吹田市選挙区 (定数4)  に民主党公認で立候補し、次点との接戦を制し4位当選。同年5月から浅田均議長とともに第105代大阪府議会副議長を務め、同年9月に退任。
2015年4月 大阪府議会議員選挙 吹田市選挙区 (定数4) に民主党公認で立候補し、5位落選。

## 栄典
- 2016年11月 平成28年秋の叙勲で旭日中綬章を受章[2]